# Pickeliana
Pickeliana is een geslacht van hooiwagens uit de familie Stygnidae.
De wetenschappelijke naam Pickeliana is voor het eerst geldig gepubliceerd door Mello-Leitão in 1932. 

## Soorten
Pickeliana omvat de volgende 3 soorten:
- Pickeliana albimaculata
- Pickeliana capito
- Pickeliana pickeli